# Cobra-do-milho
A cobra-do-milho ou cobra-do-milharal (Pantherophis guttatus) é uma espécie norte-americana da subfamília Colubrinae que subjuga sua presa por constrição. Pode ser encontrada pela região sudeste dos Estados Unidos. Sua natureza dócil, relutância a morder, tamanho médio como adulto, padrão atraente, e cuidado comparativamente simples fazem com qual são comumente mantidas como animais de estimação em relação a outras espécies. Apesar de, na superfície, parecerem com a venenosa Agkistrodon contortrix e serem comumente mortas como resultado deste erro de identificação, cobras-do-milho são inofensivas e beneficiais a humanos. Cobras-do-milho não tem veneno funcional e ajudam a controlar populaçoes de roedores selvagens que danificam cultivo e propagam doença.
A cobra-do-milho é conhecida como 'corn snake' em inglês pela presença regular da espécie perto de celeiros, onde se alimentam de camundongos e ratos que comem o milho armazenado. O Dicionário da Oxford de Inglês cita o uso do termo já em 1675. Algumas fontes mantêm que a cobra-do-milho foi nomeada pelo padrão distinto, quase-xadrez, das escamas em sua barriga, assemelhando-se a grãos de milho. Independentemente da origem do nome, a referência pode ser um mnemônico útil para a identificação de cobras-do-milho.

## Características
Cobras-do-milho adultas tem um comprimento entre 61 e 182 cm. Na natureza, geralmente vivem cerca de 6 a 8 anos, mas em cativeiro podem viver até 23 anos ou mais. O recorde de idade para um cobra-do-milho em cativeiro foi 32 anos e 3 meses. Elas podem ser distinguidas de Agkistrodon contortrix por suas cores mais vivas, forma delgada, pupilas redondas, e falta de fosseta labiais.

## Distribuição geográfica e habitat
Cobras-do-milho selvagens preferem habitats como campos cobertos, clareiras na floresta, árvores, flatwoods de palmetto, e prédios e fazendas abandonadas ou pouco-usadas, do nível do mar até alturas de 2000 metros. Tipicamente, estas cobras permanecem na terra até a idade de quatro meses, mas podem subir árvores, penhascos, e outras superfícies elevadas. Podem ser encontradas na região sudeste dos Estados Unidos, de Nova Jérsia até as Florida Keys.
Em regiões mais frias, cobras hibernam durante o inverno. Contudo, no clima mais temperado ao longo da costa, elas se abrigam nas fendas de pedras e troncos caídos; também podem achar abrigo em espaços pequenos e fechados, como debaixo de uma casa, e sair em dias quentes para se aquecerem no calor do sol. Quando o tempo está frio, cobras são menos ativas, portanto caçam menos.

## Comportamento
Como muitas espécies de Colubridae, cobras-do-milho exibem o comportamento defensivo de vibrarem suas caudas. Estudos comportamentais e quimiossensoriais com cobras-do-milho sugerem que sinais de odor são primariamente importantes para a detectação da presa, enquanto que os de vista são secundários.

## Dieta

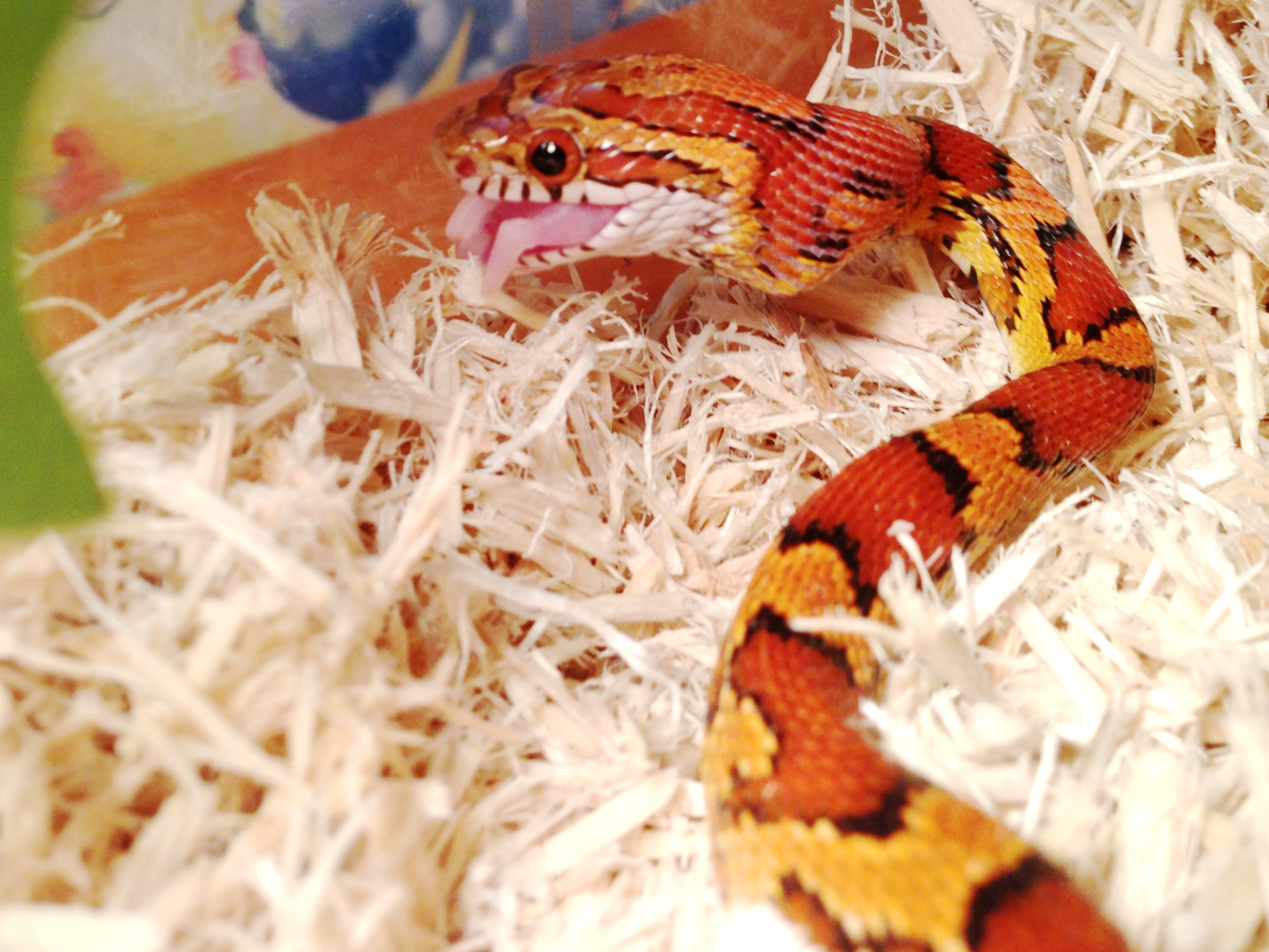
Em cativeiro, comendo um rato filhote

Cobras-do-milho são carnívoras e, na natureza, comem a cada poucos dias. Enquanto a maioria das cobras-do-milho comem roedores pequenos, como Peromyscus leucopus, elas podem também comer outros répteis ou anfíbios, ou subir árvores para achar ovos de pássaro não-vigiados. Por isso, são consideradas uma espécie semi-arboreal.
Cobras Americanas da subfamília Colubrinae, como P. guttatus, tinham ancestrais venenosos, que perderam o seu veneno quando evoluíram constrição como uma maneira de capturar presas.

## Reprodução

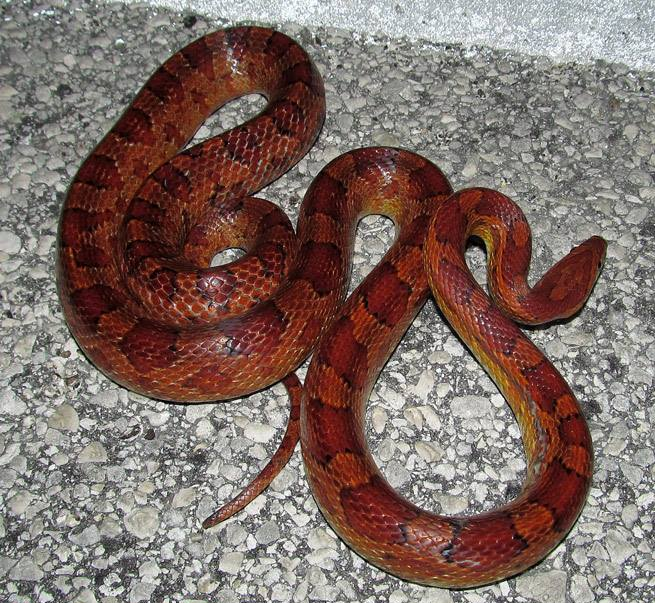
Fêmea gravida

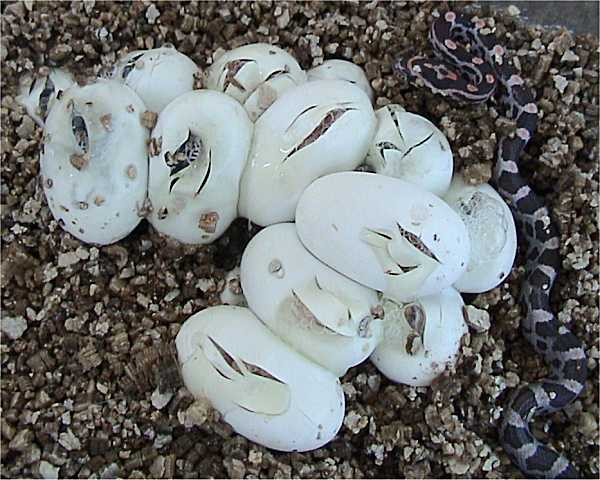
Bebês chocando de seus ovos

Cobras-do-milho são relativamente fáceis de criar. Geralmente, criadores aguardam um período de 60 a 90 dias em brumação para prepará-las para procriar, no entanto não é estritamente necessário. Cobras-do-milho brumam a cerca de 10 a 16 °C em um lugar onde não podem ser incomodadas, e com pouca luz.
Cobras-do-milho geralmente procriam pouco depois do período de brumação. O macho corteja a fêmea primariamente usando sinais táteis e químicos. Se os ovos da fêmea forem fertilizados, ela começará a introduzir nutrientes nos ovos, e aí produzirá casca.
A postura dos ovos geralmente ocorre um pouco mais do que um mês após a procriação, com 12 a 24 sendo depositados em um local temperado, úmido, escondido. Após de ser botados, os ovos são abandonados pela cobra adulta, que não retorna a eles. Os ovos são oblongos com cascas de textura semelhante a couro, flexíveis. Cerca de 10 semanas após a postura, as cobras juvenís usam uma escama especializada conhecida como um dente de ovo para cortar frestas no ovo, do qual elas emergem com aproximadamente 15 cm em comprimento.

## Classificação
Até 2002, a cobra-do-milho era considerada uma espécie com duas subespécies: a nomeada (P. g. guttatus), descrita aqui, e Pantherophis guttatus emoryi. Desde então, a última foi separada em sua própria espécie (P. emoryi) mas ainda é de vez em quando tratada como uma subespécie da cobra-do-milho por hobbyistas.
Já foi sugerido separar P. guttatus em três espécies: a cobra-do-milho (P. guttatus); Pantherophis emoryi, correspondendo com a subespécie; e Pantherophis slowinskii, ocorrendo no oeste de Louisana e adjacente ao Texas.
Anteriormente, P. guttatus foi colocado no género Elaphe, mais Elaphe foi determinado como parafilético por Utiger et al., levando à classificação da espécie no género Pantherophis. A mudança do género de está espécie e várias outras relacionadas para Pantherophis ao invés de Elaphe foi confirmada por estudos filogenéticos adicionais. Muitos materiais de referência ainda usam o sinônimo Elaphe guttata. Dados moleculares já mostraram que cobras-do-milho são mais estreitamente relacionadas com Lampropeltis do que Colubrinae do Velho Mundo, com as quais eram classificadas antigamente. Cobras-do-milho até já foram cruzadas em cativeiro com Lampropeltis californiae, produzindo híbridos férteis conhecidas como "jungle corn snakes", ou, em português, "cobras-do-milho-da-selva".